# Julio Alonso Ortega
Julio Alonso Ortega (geboren op 23 december 2000 in Las Palmas de Gran Canaria) is een Spaanse zeeman en wereldkampioen die gespecialiseerd is in de tweemans-jollenklasse. Gedurende het grootste deel van zijn sportcarrière heeft hij gezeild voor de Koninklijke Nautische Club van Gran Canaria, waar hij traint onder coaches Aarón Sarmiento en tweevoudig olympisch gouden medaillewinnaar Luis Doreste.

## Onderwijs
Naast zijn zeilcarrière heeft Alonso hoger onderwijs gevolgd in het Verenigd Koninkrijk. Hij behaalde een Bachelor of Science in Bedrijfsbeheer met Eersteklas onderscheidingen aan de Universiteit van Lancaster. Later voltooide hij een master in de Politieke Economie van Opkomende Markten aan King's College London en een tweede master in Internationaal zakendoen aan de Mid-Atlantische Universiteit, met steun van een beurs van PROEXCA.

## Zeilcarrière
Alonso begon op tienjarige leeftijd met zeilen in de Optimist-klasse in Mogán en sloot zich later aan bij de Koninklijke Nautische Club van Gran Canaria, waar hij nog steeds actief is in wedstrijden. 
In de 420 klasse behaalde Alonso aanzienlijke successen. Hij won drie Spaanse zeilkampioenschappen en werd tweede samen met Luis Doreste, zoon van de gerenommeerde zeiler Luis Doreste en neef van Manuel Doreste, Gustavo Doreste en José Doreste – allen prominente figuren in de Spaanse zeilgeschiedenis. In deze periode nam hij ook deel aan verschillende Europese en Wereldkampioenschappen, waarbij hij waardevolle internationale ervaring opdeed.
Een hoogtepunt van zijn tijd in de 420 klasse was het winnen van een wereldkampioenschap in de team racing-categorie. Deze prestatie leverde hem grote erkenning op in zijn geboorteplaats, waar hij de ere-aftrap verrichtte bij een voetbalwedstrijd tussen UD Las Palmas en Real Madrid CF in het Estadio de Gran Canaria.
Bij zijn overstap naar de 29er klasse behaalde Alonso een gouden medaille op het Absolute Spaanse 29er-kampioenschap en een gouden medaille in de onder-19-categorie op het Spaanse kampioenschap.  Deze successen kwalificeerden hem om Spanje te vertegenwoordigen op het Jeugdzeilwereldkampioenschap 2018 in Corpus Christi (Texas), waar hij als tiende eindigde in het algemeen klassement.
In datzelfde jaar sloot Alonso zich aan bij Spanish Impulse door IBEROSTAR, een team dat officieel werd opgericht om Spanje te vertegenwoordigen in de Red Bull Youth America's Cup in Bermuda. In deze periode vertegenwoordigde hij Spanje ook in de Red Bull Foiling Generation World Final in Miami, waar hij deelnam aan races met Flying Phantom-katamarans en zijn veelzijdigheid in high-performance zeildisciplines demonstreerde.
Momenteel vormt Alonso een team met María Bover, met als doel Spanje te vertegenwoordigen in de gemengde 470 klasse op de Olympische Spelen. Tot nu toe behaalden ze een vierde plaats in de onder-24-categorie op het 470 Zeilwereldkampioenschap en een vijfde plaats in de onder-24-categorie op het 470 Zeil-Europees Kampioenschap.